# Leoni Torres
Leonardo Torres Álvarez (Camagüey, Cuba, 24 de noviembre de 1977) conocido como Leoni Torres es un cantante, compositor y productor musical cubano. Ha grabado seis discos como parte de su carrera como solista y ha realizado colaboraciones con figuras de la música como Rosario Flores, Pablo Milanés, Willy Chirino, Gilberto Santa Rosa, Beatriz Luengo, Carlos Varela, Cimafunk, Francisco Céspedes, entre otros. Es miembro de la Academia Latina de la Grabación y sus composiciones han sido reconocidas por la Sociedad Americana de Compositores, Autores y Editores (ASCAP, por sus siglas en inglés).

## Trayectoria
Comenzó su carrera profesional en el año 1998 en su ciudad natal Santa Cruz del Sur, Camagüey.  En 1999 se integra a la orquesta Maravillas de Florida. Su trabajo en esta agrupación llamó la atención de David Calzado, líder de la Charanga Habanera, quien le propuso incorporarse como cantante a su orquesta; a la que se integra finalmente en el año 2001, permaneciendo en la misma durante 7 años.
Entre 2001 y 2007 formó parte de la Charanga Habanera. En este período realizó dúos y proyectos, alcanzando el éxito con hits como Soy cubano, Soy popular y Ay! Hay amor.
En 2007 emprende carrera como solista, debutando al año siguiente con su primer trabajo individual con la presentación del álbum Bajo la piel (2008). Fue publicado bajo el sello de la Empresa de Grabaciones y Ediciones Musicales (EGREM) y le valió para convertirse en el cantante masculino revelación del año en Cuba.
En 2011 dio a conocer su segundo trabajo llamado Latiendo con el que afianzó su propuesta en solitario así como su presencia en las listas de éxitos de la música cubana contemporánea.
Su tercer disco Salseando salió en el año 2012 de igual manera bajo el sello de la Empresa de Grabaciones y Ediciones Musicales (EGREM). En este fonograma el artista compila y versiona temas de sus trabajos anteriores (Bajo la piel y Latiendo), pero esta vez llevados a la salsa.
A partir del 2014 se desarrolló no solo como intérprete, sino también como compositor. Ejemplo de ello son las canciones: Traidora, tema de su autoría interpretado por Marc Anthony y Gente de Zona, con éxito internacional, y Para que un día vuelvas, obra que comparte a dúo con Pablo Milanés.
Asimismo, trascendieron otros temas como Soledad y Amor bonito. Este último grabado por Rey Ruiz y también por Charlie Aponte, exintegrante de la agrupación Gran Combo de Puerto Rico, a quien Sergio George realizó la producción.
Leoni debutó como actor en las películas Contigo pan y cebolla (2014) y ''Esteban'' (2016), donde tuvo una participación especial.
En 2016 se enfocó en grabar y producir su próximo disco Amor bonito (Volumen 1) que estuvo conformado fundamentalmente por duetos, entre ellos con Pablo Milanés, Kelvis Ochoa, Descemer Bueno y Alexander Abreu.
En marzo de 2017 le fue otorgado el premio Mejor Composición de Música Tropical por el hit Traidora, entregado en Puerto Rico, como parte de los Premios de la Sociedad Americana de Compositores, Autores y Editores (ASCAP), que reconoce cada año a exponentes de la música latina.
En agosto de 2019 realizó la gira Amor Bonito Tour junto a Live Nation y Miami Late Night por los House of Blues de diferentes ciudades de Estados Unidos. Esta gira también se extendió a Europa con presentaciones en España, Italia, Francia y Suecia.
Algunos de los temas destacados de su carrera se encuentran Toda una vida, Es tu mirada, Las cosas que te pido y Me quedo contigo así como No puedo parar junto a Gilberto Santa Rosa, Se me olvidó quererte acompañado por la artista española Rosario Flores, Mejor sin ti, junto al dúo Gente de Zona y El último adiós con Pancho Céspedes.
Leoni Torres es miembro de la Academia Latina de la Grabación, que otorga el Latin Grammy desde 2018.
El 2020 comenzó para Leoni Torres con el estreno de Deja la tristeza y también ha trascendido su tema Recordándote junto al músico urbano El Micha. Este sencillo contó con la producción de Daneon, productor musical colombiano que ha trabajado junto a Marc Anthony, Will Smith, Enrique Iglesias, entre otros.
A principios de 2018 de Torres, realizó una gira por Europa por primera vez en toda su carrera dirigida por el mánager Enrique Ladrón de Guevara. En 2023 volvió a pisar el continente europeo en el que realizó una de las mejores giras de su carrera.Pero la más destacable de todas es la gira de Volverte a Ver que ha sido la mejor gira de toda su venerada carrera.
El disco cuenta con la producción musical del propio artista, a la que se suman Kelvis Ochoa y Leonardo Gil Milián, y será publicado por el sello discográfico Puntilla Music.
También a principios de 2018 hizo una gira con el mánager Enrique Ladrón de Guevara, el cual lo llevó a la fama en el continente europeo. Hace dos años volvió a aparecer en territorio europeo con el mismo manager realizando una de las mejores giras de su carrera.Pero la destacable
El material, cuyo primer single es Miloca, incluye diez temas, cinco de ellos compuestos por Kelvis Ochoa, cuatro por Leoni, más una versión de un tema del inolvidable Polo Montañez.

## Discografía
- 2007 – Bajo la piel / EGREM
- 2011 – Latiendo / Legacy
- 2012 – Salseando/ EGREM
- 2018 - Amor bonito Volumen 1/ EGREM
- 2019- Amor bonito Volumen 2/ EGREM
- 2021- Alma cubana/ Torres Productions & Puntilla Music
- 2022- Canten - Homenaje a Polo Montañez/ Torres Productions & Puntilla Music
- 2023- Pasándola bien/Torres Productions & Puntilla Music